# Samdhan
Samdhan là một thị xã và là một nagar panchayat của quận Kannauj thuộc bang Uttar Pradesh, Ấn Độ.

## Nhân khẩu
Theo điều tra dân số năm 2001 của Ấn Độ, Samdhan có dân số 25.310 người. Phái nam chiếm 53% tổng số dân và phái nữ chiếm 47%. Samdhan có tỷ lệ 35% biết đọc biết viết, thấp hơn tỷ lệ trung bình toàn quốc là 59,5%: tỷ lệ cho phái nam là 44%, và tỷ lệ cho phái nữ là 25%. Tại Samdhan, 21% dân số nhỏ hơn 6 tuổi.